# Diskrete orthogonale Polynome
Diskrete orthogonale Polynome sind orthogonale Polynome bezüglich eines diskreten Maßes. Solche Polynome findet man unter anderem in der Stochastik und in der statistischen Physik, wo man mit diskreten Wahrscheinlichkeitsverteilungen zu tun hat.
Beispiele sind die Meixner-Polynome, die Krawtschuk-Polynome, die diskreten Tschebyscheff-Polynome, die Hahn-Polynome und die Charlier-Polynome.

## Diskrete orthogonale Polynome

### Konstruktion eines diskreten Maßes mit Gewichtsfunktion
Sei
- {\displaystyle S\in \mathbb {N} \cup \{\infty \}}, eine natürliche Zahl oder Unendlich,
- {\displaystyle a_{0},a_{1},a_{2},\dots } eine positive Folge, das heißt {\displaystyle a_{i}>0\;\forall i},
- {\displaystyle s_{0},s_{1},s_{2},\dots } eine Folge reeller Zahlen, welche den Träger bilden werden,
- {\displaystyle {\mathcal {A}}} eine σ-Algebra, welche mindestens alle Singletons {\displaystyle \{s_{i}\}} enthält,
- {\displaystyle \delta _{s_{i}}} das Diracmaß bezüglich {\displaystyle s_{i}} auf der σ-Algebra {\displaystyle {\mathcal {A}}}, das bedeutet für eine Menge {\displaystyle A\in {\mathcal {A}}} ist dieses Maß wie folgt definiert {\displaystyle \delta _{s_{i}}(A):=1_{A}(s_{i})={\begin{cases}1,&{\text{falls }}s_{i}\in A,\\0&{\text{sonst}}\end{cases}}}.

Nun definieren wir ein diskretes Maß auf {\displaystyle {\mathcal {A}}} mit Hilfe der Diracmaße und der beiden Folgen
{\displaystyle \mu =\sum \limits _{n=0}^{S}a_{n}\delta _{s_{n}}.}
Weiter soll gelten, dass {\displaystyle \mu } endliche Momente hat (das bedeutet wenn eine Zufallsvariable {\displaystyle X\sim \mu }, dann gilt {\displaystyle \mathbb {E} [|X|^{n}]<\infty } für alle {\displaystyle n=1,2,\dots }).
Für die Folge {\displaystyle (a_{n})} können wir nun eine Gewichtsfunktion {\displaystyle \omega :\mathbb {R} \to \mathbb {R} _{\geq 0}} durch
{\displaystyle \omega (s_{n})=a_{n}}
definieren.
Ohne Beschränkung der Allgemeinheit wählen wir nun als Träger {\displaystyle s_{n}:=n} für alle {\displaystyle n=0,1,2,\dots ,S}, dann ist die Gewichtsfunktion durch
{\displaystyle \omega (n)=a_{n}}
und das diskrete Maß durch 
{\displaystyle \mu =\sum \limits _{n=0}^{S}a_{n}\delta _{n}.}
gegeben.

### Diskrete orthogonale Polynome
Eine Familie von orthogonalen Polynome {\displaystyle (p_{n}(x))_{n\geq 0}} heißt diskret, wenn sie orthogonal bezüglich eines diskreten Maßes {\displaystyle \mu } mit Gewichtsfunktion {\displaystyle \omega (x)} sind, das heißt wenn
{\displaystyle \sum \limits _{x=0}^{S}p_{n}(x)p_{m}(x)\omega (x)=\kappa _{n}\delta _{n,m}}
erfüllt ist, wobei {\displaystyle \delta _{n,m}} das Kronecker-Delta bezeichnet. Die linke Seite dieser Formel beschreibt ein Skalarprodukt
{\displaystyle \langle p_{n},p_{m}\rangle :=\sum \limits _{x=0}^{S}p_{n}(x)p_{m}(x)\omega (x)}

### Beispiele
- Meixner-Polynome (Negative Binomialverteilung):

{\displaystyle M_{n}(x;\beta ,c)={}_{2}F_{1}\left({\begin{matrix}-n,-x\\\beta \end{matrix}}{\bigg \vert }1-{\frac {1}{c}}\right),\quad } {\displaystyle S=\infty ,\quad } {\displaystyle \omega (x)={\frac {(\beta )_{x}}{x!}}c^{x}\quad } und {\displaystyle \quad \kappa _{n}={\frac {n!(1-c)^{-\beta }}{c^{n}(\beta )_{n}}},}
wobei die Orthogonalität nur für {\displaystyle \beta >0} und {\displaystyle 0<c<1} gilt.
- Charlier-Polynome (Poisson-Verteilung):

{\displaystyle C_{n}(x;a):={}_{2}F_{0}\left({\begin{matrix}-n,-x\\-\end{matrix}}{\bigg \vert }-{\frac {1}{a}}\right),\quad } {\displaystyle S=\infty ,\quad } {\displaystyle \omega (x)={\frac {a^{x}}{x!}}\quad } und {\displaystyle \quad \kappa _{n}={\frac {n!}{a^{n}}}e^{a}.}

### Sonstiges
Sei {\displaystyle u(x)} eine Funktion definiert durch die Beziehung
{\displaystyle \omega (x+1)-\omega (x)=-u(x+1)\omega (x+1).}
Betrachtet man allgemeine orthogonale Polynome mit einer Gewichtsfunktion {\displaystyle v(x)} und sei {\displaystyle f(x)} eine Funktion definiert durch die Beziehung
{\displaystyle v(x)=\exp(-f(x)),}
so entspricht {\displaystyle u(x)} dem diskreten Pendant der Funktion {\displaystyle f(x)} respektive {\displaystyle -\log(v(x))}.

## Differenzengleichung
Es lässt sich beweisen, dass jedes diskrete orthogonale Polynom einer Differenzengleichung zweiter Ordnung genügt, wenn das Maß einen Träger über einer Halbgeraden mit äquidistanten Punkt besitzt (d. h. ein Gitter).

### Annahmen
Sei {\displaystyle \{p_{n}(x)\}} eine Familie orthogonaler Polynome bezüglich eines diskreten Maßes {\displaystyle \mu } mit Träger
{\displaystyle {\mathcal {T}}=\{s,s+1,s+2,\dots ,t\}\subset \mathbb {R} ,\quad s\in \mathbb {R} ,\;t\in \mathbb {R} \cup \{\infty \}.}
Wir nehmen an, dass {\displaystyle p_{n}} gerade vom Grad {\displaystyle n} ist und die Gewichtsfunktion {\displaystyle \omega (l)} normalisiert ist, d. h. es gilt
{\displaystyle \sum \limits _{l=s}^{t}p_{m}(l)p_{n}(l)\omega (l)=\kappa _{m}\delta _{m,n}\quad } und {\displaystyle \quad \sum \limits _{l=s}^{t}\omega (l)=1.}
Weiter nehmen wir an, dass auf {\displaystyle \mathbb {R} \setminus {\mathcal {T}}} die Gewichtsfunktion {\displaystyle \omega (l)}  nicht konstant {\displaystyle 0} ist,
aber für die Randpunkt gilt {\displaystyle \omega (s-1)=0} und {\displaystyle \omega (t+1)=0}.
Weiter notieren wir mit {\displaystyle \Delta } den Differenzoperator {\displaystyle \Delta f:=f(x+1)-f(x).} Die Funktion {\displaystyle u(x)} haben wir im vorherigen Abschnitt definiert.

### Aussage des Theorems
Sei
{\displaystyle p_{n}=\gamma _{n}x^{n}+\dots }
ein diskretes orthogonales Polynom, welches die vorherigen Annahmen erfüllt. Dann gilt
{\displaystyle \Delta p_{n}(x)=A_{n}(x)p_{n-1}(x)-B_{n}(x)p_{n}(x)}
wobei {\displaystyle A_{n}} und {\displaystyle B_{n}} wie folgt definiert sind
{\displaystyle A_{n}(x)={\frac {\gamma _{n-1}}{\gamma _{n}\kappa _{n-1}}}{\frac {p_{n}(t+1)p_{n}(t)}{(t-x)}}\omega (t)+{\frac {\gamma _{n-1}}{\gamma _{n}\kappa _{n-1}}}\sum \limits _{l=s}^{t}p_{n}(l)p_{n}(l-1){\frac {u(x+1)-u(l)}{(x+1-l)}}\omega (l)}
und
{\displaystyle B_{n}(x)={\frac {\gamma _{n-1}}{\gamma _{n}\kappa _{n-1}}}{\frac {p_{n}(t+1)p_{n-1}(t)}{(t-x)}}\omega (t)+{\frac {\gamma _{n-1}}{\gamma _{n}\kappa _{n-1}}}\sum \limits _{l=s}^{t}p_{n}(l)p_{n-1}(l-1){\frac {u(x+1)-u(l)}{(x+1-l)}}\omega (l).}